# Masokostní moučka

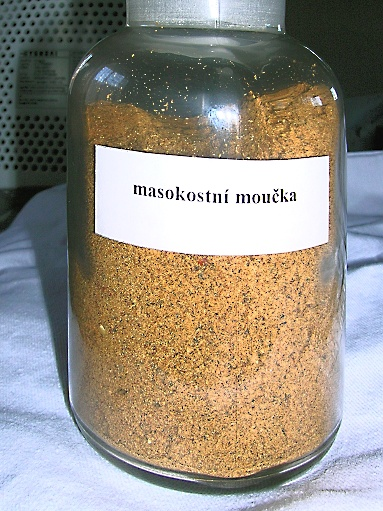

Masokostní moučka (též kafilerní moučka) je bílkovinné krmivo, produkt zpracování živočišného odpadu v kafilériích. Obsahuje vysoké množství proteinů a má značnou výživovou hodnotu. V některých zemích je přidávána do krmných směsí pro přežvýkavce jako zdroj dusíku pro bachorovou mikroflóru, používá se také jako dobrý zdroj snadno stravitelných bílkovin v krmných směsích pro prasata a další zvířata. Od 1. 11. 2003 je v České republice zákonem o krmivech zakázáno použití masokostní moučky a jiných zpracovaných živočišných proteinů jako krmiva pro hospodářská zvířata, jejichž maso je určeno k lidské spotřebě.

## Výroba masokostní moučky
Masokostní moučka je průmyslové krmivo, vyrábí se z jatečných odpadů a nízkorizikových konfiskátů živočišného původu, zpracování uhynulých zvířat je zakázáno. Surovina – jatečný odpad – se rozvaří, vysuší, rozemele a sterilizuje za zvýšeného tlaku a teploty (v ČR se používá metoda 1 dle nařízení č. 1069/2009 EU, tj. teplota nejméně 133 °C, tlak nejméně 3 bary po dobu minimálně 20 minut). Vysoké požadavky na teplotu a tlak by měly zaručit, že při zpracování dojde k denaturaci všech proteinů, včetně prionů způsobujících spongiformní encefalopatie.

## Složení, nutriční hodnota
Přesné složení masokostní moučky kolísá podle podílu svalových částí a jiných složek trupu (tuku a kostí) v počáteční surovině. Z živin moučka obsahuje hlavně kvalitní, dobře stravitelné bílkoviny, 48–62 %. V masokostní moučce I. jakosti minimálně 54 %. Tepelným zpracováním však dochází k rozkladu některých aminokyselin, hlavně lysinu. Masokostní moučka obsahuje také 8–18 % tuku; čím méně tuku, tím je moučka trvanlivější.

## Zákaz používání
Masokostní moučka je považována za hlavní důvod rozšíření onemocnění označovaného jako bovinní spongiformní encefalopatie (BSE) mezi skotem. V poslední době však sílí názor, že za přenos BSE masokostní moučka vždy nemůže, protože k nákazám dochází i přesto, že z krmné dávky byla vyřazena v Evropské unii již v roce 1990.
V Československu byl zákaz zkrmovat masokostní moučky původem z přežvýkavců přežvýkavcům vydán už v roce 1991, i když ani předtím nebyla masokostní moučka běžnou součástí krmných směsí skotu. Vyhláškou Ministerstva zemědělství č. 413/1991 Sb., o registraci některých druhů krmiv, jejich dodavatelů a o odborné státní kontrole, a návazně vyhláškou MZe č. 362/1992 Sb., o výrobě a složení krmných směsí, nebyla masokostní moučka zařazena do seznamu povolených surovin pro výrobu krmných směsí pro skot.
Zákon č. 91/1996 Sb. a vyhláška MZe č. 194/1996 Sb., kterou se provádí zákon o krmivech, a následně vydané vyhlášky MZe č.256/1997 Sb. a č. 208/1998 Sb., kterými se měnila a doplňovala prováděcí vyhláška k zákonu o krmivech, přebíraly opatření vydané EU k zabránění výskytu BSE v důsledku zkrmování krmiv živočišného původu přežvýkavcům. Těmito právními úpravami byla také zavedena povinnost uvádět v označení vyjmenovaných krmiv živočišného původu a v označení krmných směsí, při jejichž výrobě byla použita, varovná upozornění „Tato krmná surovina obsahuje protein získaný ze savčích tkání a její zkrmování přežvýkavcům je zakázáno.“
Od 1. 7. 2003 byl do krmivářské legislativy zapracován (vyhl. č. 544/2002 Sb., kterou se mění vyhláška č. 451/2000 Sb., kterou se provádí zákon o krmivech) zákaz zkrmování kadáverů. Následně od 1. 11. 2003 (vyhl. č. 284/2003 Sb., kterou se mění vyhláška č. 451/2000 Sb., kterou se provádí zákon o krmivech) byl zapracován zákaz používání zpracovaných živočišných proteinů do krmiv pro hospodářská zvířata – pro přežvýkavce, prasata i drůbež, masokostní moučka je však i nadále povolenou složkou krmiv pro masožravá domácí a kožešinová zvířata.
Zákaz používání zpracovaných živočišných proteinu vyplývá z rozhodnutí Rady EU č. 2000/766/ES ze dne 4. 12. 2000 o některých ochranných opatřeních ve vztahu k přenosným spongiformním encefalopatiím a o zkrmování živočišných bílkovin.

## Jiné využití
Zacházení a manipulaci s masokostní moučkou upravuje nařízení Evropského parlamentu a rady č. 1774/2002 o hygienických pravidlech pro vedlejší produkty živočišného původu, které nejsou určeny pro lidskou spotřebu, které stanovuje, že masokostní moučku je možné také neškodně odstranit, a to:
- spalováním v pecích (cementárny)
- přidáváním do kompostu ve schválených kompostárnách

Lisováním lze získat technický tuk.